# Усім потрібна Кет
«Усім потрібна Кет» (англ. Cat Run) — американська кінокомедія 2011 року.

## Зміст
У нічному ексгібіціоністському клубі в Чорногорії одного нещасливого вечора охоронці застрелили всіх дівчат, що обслуговували клуб. Піти зуміла тільки Каталіна Рона. Причому Кет прихопила з собою і жорсткий диск із комп'ютера господаря з даними, що мають виняткову цінність. Відчайдушній красуні Кет було б легше втекти від переслідування, якби не маленька донька, яка залишилася під наглядом подруги, і якби господар не спрямував за нею справжню професіоналку з розшуку людей Гелен Бінґем. Кет біжить. Та куди – від біди чи до свого щастя?

## У ролях
| Актор                | Роль               |
| -------------------- | ------------------ |
| Пас Вега             | Каталіна Рона      |
| Джанет Мактір        | Гелен Бінгем       |
| Альфонсо Маколі      | Джуліан Сіммс      |
| Скотт Мекловіц       | Ентоні Гестер      |
| Крістофер Макдональд | Білл Кребб         |
| Карел Роден          | Карвер             |
| Д.Л. Г'юлі           | Декстер            |
| Тоні Карран          | Шон Муді           |
| Мішель Ломбардо      | Стефані            |
| Гестер Чейзен        | мама Бінгем        |
| Бранко Дурич         | у ролі самого себе |